# سن ماتئو (فلوریدا)
سن ماتئو (به انگلیسی: San Mateo) یک منطقهٔ مسکونی در ایالات متحده آمریکا است که در فلوریدا واقع شده‌است.